# Paula Radcliffe
Pour les articles homonymes, voir Radcliffe.
Paula Radcliffe, née le 17 décembre 1973 à Northwich, Cheshire, est une athlète britannique de longue distance. Elle a été la détentrice du record du monde féminin du marathon avec un temps de 2 h 15 min 25 s obtenu lors du marathon de Londres.

## Biographie

### Les premières années
Bien que souffrant d'asthme et d'anémie durant ses jeunes années, elle débute la course à sept ans, encouragée par son père, qui pratique le marathon en tant qu'amateur (il a notamment couru le marathon de Londres en 1984, 1985 et 1987). Durant ses années scolaires, elle évolue dans différents clubs, à la suite des différents déménagements de sa famille.
Elle fait ses études à l'université de Loughborough.

### Carrière sportive
Elle fait ses débuts internationaux en cross-country, discipline où elle remporte un titre de championne du monde junior en 1992, dans une course où figure également Wang Junxia et Gete Wami. Plus tard dans la saison, elle termine à la quatrième place du 3 000 m des championnats du monde juniors de Séoul.
Elle dispute ses premières compétitions chez les seniors la saison suivante, terminant 18e lors des mondiaux de cross, puis rentrant en finale, à la septième, lors de ses premiers mondiaux d'athlétisme, lors de l'édition de Stuttgart. La saison suivante présente deux objectifs importants pour la jeune athlète : les Jeux du Commonwealth et le championnat d'Europe. Mais, une blessure au pied en début de saison, blessure qui est mal diagnostiquée, la prive de toute compétition durant l'année.
Son retour en mondiaux de cross-country se conclut par une 18e place puis, lors de la saison estivale, elle termine à une cinquième place des mondiaux de Göteborg.
Elle continue de disputer des compétitions de cross-country et termine à la 19e place avant de disputer ses premiers jeux olympiques. Lors de ces jeux olympiques d'Atlanta, elle dispute le 5 000 m, épreuve qui succède au 3 000 m au programme des jeux. Elle termine à la cinquième place, le titre étant remportée par la Chinoise Wang Junxia.
La saison suivante, elle remporte sa première médaille dans une épreuve de cross country chez les seniors en terminant seconde des mondiaux de Turin, derrière l'Éthiopienne Derartu Tulu. Pour ses troisièmes championnats du monde d'athlétisme, elle termine à la quatrième place lors des mondiaux d'Athènes.
En 1998, elle remporte une nouvelle médaille d'argent aux mondiaux de cross-country. Puis elle établit un nouveau record de Grande-Bretagne du 10 000 m. Puis, souffrant d'un virus, elle ne termine qu'à la cinquième place sur cette même distance aux championnats d'Europe de Budapest.
Pour la troisième saison consécutive, elle remporte une médaille lors des mondiaux de cross, le bronze lors de l'édition de Belfast. Lors des mondiaux de Séville, elle est battue sur la finale du 10 000 m par l'Éthiopienne Gete Wami.
À Vilamoura au Portugal, elle termine à la quatrième place puis la cinquième lors des championnats du monde de cross-country 2000. Lors des jeux olympiques de Sydney, elle termine à la quatrième place du 10 000 m, devancée par les Éthiopiennes Derartu Tulu, Gete Wami et la Portugaise Fernanda Ribeiro.
En 2001, elle remporte son premier titre mondial en cross lors de l'épreuve de cross long, battant Gete Wami. Le lendemain, sa rivale éthiopienne prend sa revanche sur la britannique en remportant le cross court.
Lors des mondiaux d'Edmonton, elle termine à la quatrième place du 10 000 m. Mais elle marque également les esprits pour sa prestation dans les tribunes lors des séries du 5 000 m: elle brandit une pancarte « EPO cheats out » (Les tricheurs à l'EPO, dehors) lors de la course de Olga Yegorova qui avait été contrôlée positive puis finalement autorisée à concourir en raison d'un vice de procédure.
Lors des mondiaux de cross de Dublin, elle confirme son titre mondial de l'année précédente en remportant le cross long. Elle continue sa saison en remportant un titre sur une nouvelle discipline, le marathon. Pour sa première tentative sur la distance, elle remporte le marathon de Londres. Lors des jeux du Commonwealth de Manchester, elle remporte un nouveau titre sur le 5 000 m. Elle remporte ensuite son premier titre européen en remportant le 10 000 m des Championnats d'Europe de Munich. Malgré la pluie, elle établit un nouveau record d'Europe en 30 min 01 s 09. Après sa carrière estivale, elle poursuit par un nouveau marathon, le marathon de Chicago. Avec 2 h 17 min 18 s, elle établit un nouveau record du monde de la discipline. Cette saison est récompensée par le trophée IAAF de l'athlète de l'année et elle est nommée BBC Sports Personality of the Year (Sportif de l'année, décerné par BBC Sport).
Sa saison 2003 débute par une nouvelle victoire au marathon de Londres où elle établit un nouveau record du monde de la discipline en 2 h 15 min 25 s. Elle avait auparavant préparé cette course en établissant une nouvelle meilleure performance mondiale sur 10 kilomètres. La même année, elle établit également, avec 1 h 05 min 40 s, la meilleure performance mondiale de semi-marathon lors de la Great North Run, course entre Newcastle et South Shields.
Lors de la saison 2004, elle doit déclarer forfait pour les mondiaux de cross en raison d'une blessure. Elle décide de ne pas disputer le marathon de Londres dont elle est la double tenante du titre pour privilégier sa préparation pour le marathon des jeux olympiques d'Athènes. Malheureusement, elle se blesse lors des séances d'entraînements précédant les jeux. Cette blessure est soignée par des anti-inflammatoires, mais devant le manque d'effets positifs, ce traitement est accentué, mais il a un effet secondaire : elle souffre désormais de douleurs à l'estomac. Ces douleurs, ainsi que sa blessure, la contraignent à l'abandon au 36e kilomètre. Bien que conduite à l'hôpital pour des examens, elle se retrouve cinq jours plus tard au départ du 10 000 m mais elle doit abandonner à huit tours de la fin pour ne pas accentuer sa blessure,.
Quelques mois plus tard, elle dispute le marathon de New York. Elle remporte la course avec quatre secondes d'avance sur Susan Chepkemei dans un temps de 2 h 23 min 10, trois minutes plus rapide que le temps des jeux d'Athènes.
En 2005, elle retrouve le marathon de Londres, compétition où elle remporte sa troisième victoire. Cette course a fait la une des médias car sous l'effet de crampes d'estomac, elle a été contrainte de s'arrêter sur le bord de la route pour satisfaire des besoins naturels. Elle s'excusa après la course: « I was losing time because I was having stomach cramps and I thought 'I just need to go and I'll be fine ».
Durant l'été, elle dispute les championnats du monde d'Helsinki. Elle y remporte son premier titre mondial en établissant un nouveau record des championnats en 2 h 20 min 57, devançant la Kényane Catherine Ndereba de plus d'une minute.
La saison 2006 est vierge de toute victoire : elle soigne des blessures puis annonce en juillet qu'elle est enceinte. Elle met au monde une fille prénommée Isla le 17 janvier 2007.

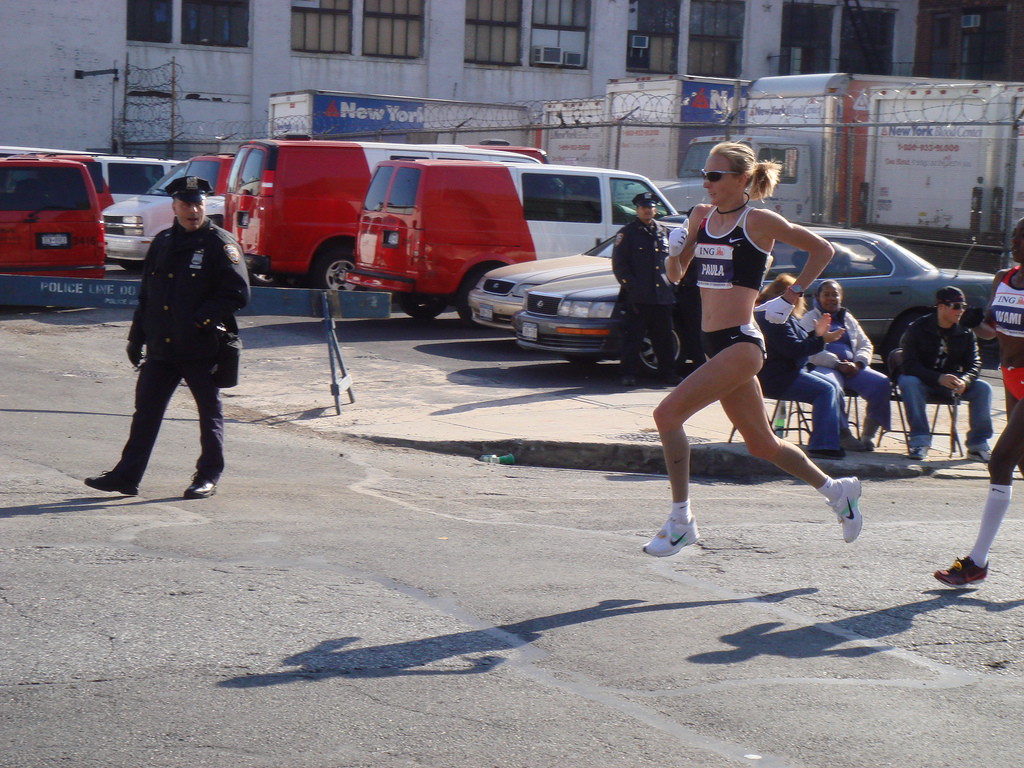
Paula Radcliffe au marathon de New York 2007

 Pour son retour sur marathon, elle remporte le marathon de New York dans le temps de 2 h 23 min 09 s. Son retour à la compétition est récompensée du trophée du Comeback of the Year au Laureus World Sports Awards 2008. .
Elle déclare forfait pour le marathon de Londres 2008 en raison d'une blessure au pied. Sa préparation pour les jeux olympiques de Pékin est perturbée par une blessure à la hanche. Celle-ci, initialement diagnostiquée comme une blessure musculaire, s'avère finalement être une fracture du fémur. Malgré son manque de préparation, elle dispute le marathon des jeux mais elle ne peut suivre les meilleures et termine à la 23e place.
Comme quatre ans auparavant, elle se console en remportant pour la troisième fois le marathon de New York.
Elle déclare de nouveau forfait pour le marathon de Londres, en raison d'une fracture d'un orteil. Elle se fait opérer d'un oignon au pied qui est selon les médecins la cause de ses blessures. Elle dispute un semi-marathon à New York pour se tester à une semaine du marathon des championnats du monde 2009 de Berlin.
Elle est obligée de déclarer forfait pour le marathon des championnats du monde 2009 de Berlin par manque de préparation à la suite de son opération au pied. Elle se donne alors l'objectif de continuer jusqu'aux jeux olympiques de Londres, pour finir sa carrière sportive chez elle.
Elle perd son record du monde le 21 septembre 2011. L'IAAF a invalidé le record du monde qu'elle détenait depuis 2003 à la suite de la modification des règles d'homologation. L'IAAF a décidé qu'il fallait qu'un record féminin soit battu dans une course exclusivement féminine, afin d'éviter que les concurrentes ne profitent de lièvres masculins.
Le 9 novembre 2011, l'IAAF rétablit néanmoins ce record. La règle indiquant qu'un record féminin doit être établi dans une course exclusivement féminine demeure valable, mais sans effet rétroactif sur les records déjà homologués.
Le 26 avril 2015, elle participe au marathon de Londres, probablement son dernier. Elle termine au milieu des anonymes, mais ovationnée par la foule, en 2 h 36 min 55 s.

### Engagement personnel
Paula est membre du club des Champions de la Paix, un collectif de 54 athlètes de haut niveau créé par Peace and Sport, organisation internationale basée à Monaco et œuvrant pour la construction d'une paix durable grâce au sport.

### Famille
Paula Radcliffe est la petite-nièce de Charlotte Radcliffe, une nageuse médaillée olympique. En 2001, elle a épousé Gary Lough, qui est son entraîneur et manager, et est mère d'une fille, Isla, née en 2007, et d'un fils, Raphael, né en 2010. Sa famille réside à Monaco.

## Palmarès
| Année | Compétition                                   | Lieu              | Discipline    | Place (♀) | Performance     |
| ----- | --------------------------------------------- | ----------------- | ------------- | --------- | --------------- |
| 1991  | Championnats du monde de cross-country junior | Anvers            | cross-country | 15e       |                 |
| 1992  | Championnats du monde de cross-country junior | Boston            | cross-country | 1er       |                 |
| 1992  | Championnats du monde junior                  | Séoul             | 3 000 m       | 4e        |                 |
| 1993  | Championnats du monde de cross-country junior | Amorebieta        | Cross Country | 18e       |                 |
| 1993  | Championnats du monde                         | Stuttgart         | 3 000 m       | 7e        |                 |
| 1995  | Championnats du monde de cross-country        | Durham            | Cross Country | 18e       |                 |
| 1995  | Championnats du monde                         | Göteborg          | 5 000 m       | 5e        | 14 min 57 s 02  |
| 1995  | Finale du Grand Prix IAAF                     | Monaco            | 3 000 m       | 4e        |                 |
| 1996  | Championnats du monde de cross-country        | Stellenbosch      | Cross Country | 19e       |                 |
| 1996  | Jeux olympiques                               | Atlanta           | 5 000 m       | 5e        |                 |
| 1996  | Finale du Grand Prix IAAF                     | Milan             | 5 000 m       | 4e        |                 |
| 1997  | Championnats du monde de cross-country        | Turin             | Cross Country | 2e        |                 |
| 1997  | Coupe d'Europe                                | Munich            | 3 000 m       | 3e        |                 |
| 1997  | Championnats du monde                         | Athènes           | 5 000 m       | 4e        | 15 min 01 s 74  |
| 1997  | Finale du Grand Prix IAAF                     | Fukuoka           | 5 000 m       | 3e        |                 |
| 1998  | Championnat d'Europe de cross-country         | Ferrare           | Cross Country | 1er       |                 |
| 1998  | Championnats du monde de cross-country        | Marrakech         | Cross Country | 2e        |                 |
| 1998  | Coupe d'Europe                                | Saint-Pétersbourg | 5 000 m       | 1er       |                 |
| 1998  | Championnats d'Europe                         | Budapest          | 10 000 m      | 5e        | 31 min 36 s 51  |
| 1999  | Championnats du monde de cross-country        | Belfast           | Cross Country | 3e        |                 |
| 1999  | Coupe d'Europe                                | Paris             | 5 000 m       | 1er       |                 |
| 1999  | Championnats du monde                         | Séville           | 10 000 m      | 2e        | 30 min 27 s 13  |
| 1999  | Finale du Grand Prix IAAF                     | Munich            | 3 000 m       | 4e        |                 |
| 2000  | Championnats du monde de cross-country        | Vilamoura         | cross court   | 4e        |                 |
| 2000  | Championnats du monde de cross-country        | Vilamoura         | cross long    | 5e        |                 |
| 2000  | Jeux olympiques                               | Sydney            | 10 000 m      | 4e        | 30 min 26 s 97  |
| 2000  | Championnats du monde de semi-marathon        | Veracruz          | Semi-marathon | 1er       | 1 h 09 min 07 s |
| 2001  | Championnats du monde de cross-country        | Ostende           | cross court   | 2e        |                 |
| 2001  | Championnats du monde de cross-country        | Ostende           | cross long    | 1er       |                 |
| 2001  | Coupe d'Europe                                | Breme             | 5 000 m       | 2e        |                 |
| 2001  | Championnats du monde                         | Edmonton          | 10 000 m      | 4e        | 31 min 50 s 06  |
| 2001  | Championnats du monde de semi-marathon        | Bristol           | Semi-marathon | 1er       | 1 h 06 min 47 s |
| 2002  | Championnats du monde de cross-country        | Dublin            | cross long    | 1er       |                 |
| 2002  | Marathon de Londres                           | Londres           | Marathon      | 1er       | 2 h 18 s 55     |
| 2002  | Jeux du Commonwealth                          | Manchester        | 5 000 m       | 1er       | 14 min 31 s 42  |
| 2002  | Championnats d'Europe                         | Munich            | 10 000 m      | 1er       | 30 min 01 s 09  |
| 2002  | Marathon de Chicago                           | Chicago           | Marathon      | 1er       | 2 h 17 min 18 s |
| 2003  | Championnats d'Europe de cross-country        | Édimbourg         | cross country | 1er       |                 |
| 2003  | Marathon de Londres                           | Londres           | Marathon      | 1er       | 2 h 15 min 25 s |
| 2003  | Championnats du monde de semi-marathon        | Vilamoura         | Semi-marathon | 1er       | 1 h 07 min 35 s |
| 2003  | Great North Run                               | Tyne and Wear     | Semi-marathon | 1er       | 1 h 05 min 40 s |
| 2004  | Coupe d'Europe                                | Bydgoszcz         | 5 000 m       | 1er       |                 |
| 2004  | Jeux olympiques                               | Athènes           | Marathon      | Abandon   |                 |
| 2004  | Jeux olympiques                               | Athènes           | 10 000 m      | Abandon   |                 |
| 2004  | Marathon de New York                          | New York          | Marathon      | 1er       | 2 h 23 min 10 s |
| 2005  | Marathon de Londres                           | Londres           | Marathon      | 1er       | 2 h 17 min 42 s |
| 2005  | Championnats du monde                         | Helsinki          | Marathon      | 1er       | 2 h 20 min 57 s |
| 2007  | Great North Run                               | Tyne and Wear     | Semi-marathon | 2e        |                 |
| 2007  | Marathon de New York                          | New York          | Marathon      | 1er       | 2 h 23 min 09 s |
| 2008  | Jeux olympiques                               | Pékin             | Marathon      | 23e       |                 |
| 2008  | Marathon de New York                          | New York          | Marathon      | 1re       | 2 h 23 min 56 s |
| 2009  | Marathon de New York                          | New York          | Marathon      | 4e        | 2 h 29 min 27 s |
| 2011  | Marathon de Berlin                            | Berlin            | Marathon      | 3e        | 2 h 23 min 46 s |
| 2015  | Marathon de Londres                           | Londres           | Marathon      | 19e       | 2 h 36 min 55 s |

## Meilleures performances
- 400 m - 1 min 01 s
- 800 m - 2 min 5,22 s
- 1000 m - 2 min 47,17 s
- 1 500 m - 4 min 5,37 s
- 1 mile - 4 min 24,94 s
- 2 000 m - 5 mi 37,01 s
- 3 000 m - 8 min 22,20 s
- 2 miles - 9 min 17,4 s
- 4 000 m - 11 min 35,21 s
- 5 000 m - 14 min 29,11 s
- 10 000 m - 30 min 1,09 s
- 5 km sur route - 14 min 48 s
- 4 miles sur route - 19 min 51 s
- 5 miles sur route - 24 min 47 s
- 8 km sur route - 24 min 5 s
- 10 km sur route - 30 min 21 s (RM)
- 15 km sur route - 46 min 41 s
- 10 miles sur route - 50 min 1 s (RM)
- 20 km sur route - 1 h 2 min 21 s
- Semi-marathon - 1 h 5 min 40 s
- 25 km sur route - 1 h 20 min 36 s
- 30 km sur route - 1 h 36 min 36 s
- 20 miles sur route - 1 h 43 min 33 s (RM)
- Marathon - 2 h 15 min 25 s

(RM) = record du monde